# 北緯48度線
北緯48度線（ほくい48どせん）は、地球の赤道面より北に地理緯度にして48度の角度を成す緯線。ヨーロッパ、アジア、太平洋、北アメリカ、大西洋を通過する。この緯度の下では、夏至点時の可照時間は16時間3分で、冬至点時は8時間22分である。
カナダでは、北緯48度線はケベック州とニューブランズウィック州の境界の一部になっている。

## 通過する地域一覧
北緯48度線は、本初子午線から東に向かって以下の場所を通っている。
| 地理座標                                               | 国土・領土・領海   | 備考 |
| ------------------------------------------------------ | ------------------ | --- |
| 北緯48度0分 東経0度0分 / 北緯48.000度 東経0.000度      | フランス           | |
| 北緯48度0分 東経7度36分 / 北緯48.000度 東経7.600度     | ドイツ             | バーデン＝ヴュルテンベルク州 - フライブルクの中心部の1km北を通過 バイエルン州 - アマー湖を通過。ミュンヘンの南を通過 |
| 北緯48度0分 東経12度52分 / 北緯48.000度 東経12.867度   | オーストリア       | |
| 北緯48度0分 東経17度9分 / 北緯48.000度 東経17.150度    | ハンガリー         | 約8km |
| 北緯48度0分 東経17度16分 / 北緯48.000度 東経17.267度   | スロバキア         | |
| 北緯48度0分 東経18度49分 / 北緯48.000度 東経18.817度   | ハンガリー         | |
| 北緯48度0分 東経22度51分 / 北緯48.000度 東経22.850度   | ウクライナ         | 約6km |
| 北緯48度0分 東経22度56分 / 北緯48.000度 東経22.933度   | ルーマニア         | 約4km |
| 北緯48度0分 東経23度0分 / 北緯48.000度 東経23.000度    | ウクライナ         | 約4km |
| 北緯48度0分 東経23度3分 / 北緯48.000度 東経23.050度    | ルーマニア         | |
| 北緯48度0分 東経23度24分 / 北緯48.000度 東経23.400度   | ウクライナ         | |
| 北緯48度0分 東経26度11分 / 北緯48.000度 東経26.183度   | ルーマニア         | |
| 北緯48度0分 東経27度8分 / 北緯48.000度 東経27.133度    | モルドバ           | 沿ドニエストル共和国を通過                                                                                           |
| 北緯48度0分 東経28度54分 / 北緯48.000度 東経28.900度   | ウクライナ         | |
| 北緯48度0分 東経39度48分 / 北緯48.000度 東経39.800度   | ロシア             | ロストフ州 ヴォルゴグラード州 カルムイク共和国 アストラハン州                                                        |
| 北緯48度0分 東経47度1分 / 北緯48.000度 東経47.017度    | カザフスタン       | |
| 北緯48度0分 東経85度34分 / 北緯48.000度 東経85.567度   | 中華人民共和国     | 新疆ウイグル自治区                                                                                                   |
| 北緯48度0分 東経89度2分 / 北緯48.000度 東経89.033度    | モンゴル           | |
| 北緯48度0分 東経89度17分 / 北緯48.000度 東経89.283度   | 中華人民共和国     | 新疆ウイグル自治区                                                                                                   |
| 北緯48度0分 東経89度35分 / 北緯48.000度 東経89.583度   | モンゴル           | ウランバートルの北を通過                                                                                             |
| 北緯48度0分 東経115度30分 / 北緯48.000度 東経115.500度 | 中華人民共和国     | 内モンゴル自治区 |
| 北緯48度0分 東経117度47分 / 北緯48.000度 東経117.783度 | モンゴル           | |
| 北緯48度0分 東経118度28分 / 北緯48.000度 東経118.467度 | 中華人民共和国     | 内モンゴル自治区 黒竜江省                                                                                            |
| 北緯48度0分 東経130度44分 / 北緯48.000度 東経130.733度 | ロシア             | ユダヤ自治州 |
| 北緯48度0分 東経132度52分 / 北緯48.000度 東経132.867度 | 中華人民共和国     | 黒竜江省 |
| 北緯48度0分 東経134度33分 / 北緯48.000度 東経134.550度 | ロシア             | ハバロフスク地方 沿海地方 ハバロフスク地方                                                                           |
| 北緯48度0分 東経139度33分 / 北緯48.000度 東経139.550度 | 間宮海峡           | |
| 北緯48度0分 東経142度12分 / 北緯48.000度 東経142.200度 | 樺太               | 南樺太（ ロシアが実効支配）                                                                                          |
| 北緯48度0分 東経142度32分 / 北緯48.000度 東経142.533度 | オホーツク海       | 千島列島・羅処和島と宇志知島の間を通過                                                                               |
| 北緯48度0分 東経153度10分 / 北緯48.000度 東経153.167度 | 太平洋             | |
| 北緯48度0分 西経124度41分 / 北緯48.000度 西経124.683度 | アメリカ合衆国     | ワシントン州 - オリンピック半島（本土）、ウィッビー島、本土 アイダホ州 モンタナ州 ノースダコタ州 ミネソタ州          |
| 北緯48度0分 西経89度56分 / 北緯48.000度 西経89.933度   | カナダ             | オンタリオ州 - 約7km                                                                                                 |
| 北緯48度0分 西経89度50分 / 北緯48.000度 西経89.833度   | アメリカ合衆国     | ミネソタ州 |
| 北緯48度0分 西経89度35分 / 北緯48.000度 西経89.583度   | カナダ             | オンタリオ州 - 約2km                                                                                                 |
| 北緯48度0分 西経89度34分 / 北緯48.000度 西経89.567度   | スペリオル湖       | |
| 北緯48度0分 西経88度59分 / 北緯48.000度 西経88.983度   | アメリカ合衆国     | ミシガン州 - ロイヤル島                                                                                              |
| 北緯48度0分 西経88度41分 / 北緯48.000度 西経88.683度   | スペリオル湖       | |
| 北緯48度0分 西経85度54分 / 北緯48.000度 西経85.900度   | カナダ             | オンタリオ州 ケベック州                                                                                              |
| 北緯48度0分 西経69度47分 / 北緯48.000度 西経69.783度   | セントローレンス川 | |
| 北緯48度0分 西経69度30分 / 北緯48.000度 西経69.500度   | カナダ             | ケベック州 - ベルテ島、本土 ケベック州 / ニューブランズウィック州 境界 ケベック州 ニューブランズウィック州           |
| 北緯48度0分 西経66度19分 / 北緯48.000度 西経66.317度   | シャルール湾       | カナダ・ケベック州ガスペ半島の南を通過                                                                               |
| 北緯48度0分 西経64度33分 / 北緯48.000度 西経64.550度   | カナダ             | ニューブランズウィック州 - ミスコウ島                                                                                |
| 北緯48度0分 西経64度29分 / 北緯48.000度 西経64.483度   | セントローレンス湾 | |
| 北緯48度0分 西経59度17分 / 北緯48.000度 西経59.283度   | カナダ             | ニューファンドランド・ラブラドール州 - ニューファンドランド島                                                        |
| 北緯48度0分 西経53度39分 / 北緯48.000度 西経53.650度   | トリニティ湾       | |
| 北緯48度0分 西経53度19分 / 北緯48.000度 西経53.317度   | カナダ             | ニューファンドランド・ラブラドール州 - ベルデ半島湾、ニューファンドランド島                                          |
| 北緯48度0分 西経52度59分 / 北緯48.000度 西経52.983度   | 大西洋             | |
| 北緯48度0分 西経4度30分 / 北緯48.000度 西経4.500度     | フランス           | |